# Hans Tinhof
Hans Tinhof (* 7. November 1915 in Eisenstadt; † 5. September 1979 ebenda) war ein österreichischer Politiker (ÖVP) und Hauptschuldirektor. Tinhof war Abgeordneter zum Burgenländischen Landtag und von 1964 bis 1971 Landesrat in der Burgenländischen Landesregierung. 
Hans Tinhof wurde als Sohn des Landwirts Johann Tinhof aus Eisenstadt geboren. Er besuchte die Volks- und Hauptschule in Eisenstadt und im Anschluss die private Lehrerbildungsanstalt der Schulbrüder in Wien-Strebersdorf, die er 1935 mit der Matura abschloss. Er trat daraufhin 1936 in den Schuldienst des Landes Burgenland und diente von 1938 bis 1945 in der deutschen Wehrmacht, wobei er in britische Kriegsgefangenschaft geriet. Nach dem Ende des Krieges wurde Tinhof im Oktober 1945 Hauptschullehrer in Eisenstadt, 1965 übernahm er die Stelle des Hauptschuldirektors. 
Tinhof war 1945 Mitbegründer der Österreichischen Turn- und Sport-Union im Burgenland und wurde 1952 zu deren Landesobmann gewählt. Er trat zudem 1947 der ÖVP bei und war 1949 Stadtrat in Eisenstadt. Zwischen 1950 und 1977 übte er das Amt des Bürgermeisters der burgenländischen Landeshauptstadt aus, wobei er bis 1975 zugleich ÖVP-Stadtparteiobmann war. Des Weiteren war er ab 1965 ÖVP-Bezirksparteiobmann im Bezirk Eisenstadt und fungierte von 1955 bis 1974 als Obmann der „Burgenländischen Wohn-, Bau- und Siedlungsgenossenschaft“ sowie von 1956 bis 1969 als Obmann-Stellvertreter des Wasserleitungsverbandes Nördliches Burgenland. 
Tinhof vertrat die ÖVP vom 17. April 1968 bis zum 14. Mai 1968 sowie vom 5. Juli 1971 bis zum 3. November 1972 im Landtag und war vom 12. Juni 1964 bis zum 5. Juli 1971 Landesrat in den Landesregierungen Bögl, Kery I und Kery II.